# Edward Stettinius
Edward Reilly Stettinius Junior (Chicago, 22 ottobre 1900 – Greenwich, 31 ottobre 1949) è stato un politico statunitense.

## Biografia
Fu il quarantottesimo segretario di Stato degli Stati Uniti, sotto il presidente degli Stati Uniti d'America Franklin Delano Roosevelt (32º presidente) e Harry Truman (33º presidente).
Era uno dei 4 figli di Edward Reilly (presidente della compagnia "Diamond Match" negli anni 1909-1915) e Judith (Carrington) Stettinius. Dopo aver studiato alla Pomfret School si laureò all'università della Virginia, dove diventò membro della società segreta universitaria Seven Society (fondata nel 1905).
Il 15 maggio 1926 sposò Virginia Gordon Wallace, da cui ebbe 3 figli: Edward, Wallace e Joseph.
Fu amico di William Tubman.
Divenne in seguito Vicepresidente della General Motors, nel 1931.
Dopo la parentesi politica divenne rettore dell'Università della Virginia. Alla sua morte, avvenuta per trombosi, il corpo fu seppellito nel Locust Valley Cemetery.